# 絶対年代
絶対年代（ぜったいねんだい、absolute age）とは、主として考古学分野において、「前○○世紀頃」とか「今からおよそ△△年前」というふうに具体的な数字で出される年代をさす。数値年代（numerical age）とも称する。

## さまざまな「年代」
考古学や地質学で一般的に利用される年代には以下のようなものがある。
相対年代相互の新旧関係
絶対年代数字として出される年代
理化学的年代自然科学的方法による年代
暦年代究極に目指すべき年代
なお、年代を相対年代と絶対年代に大別したとき、暦年代は絶対年代にふくまれる。
絶対年代とは、それがまさに絶対正しいという意味ではなく、「他とくらべられない」「他とくらべる必要がない」という意味での「絶対」である。考古学における「旧石器時代」、「弥生時代」など、地質学における「白亜紀」「第四紀」などのような時代区分はもともと、標識となる遺物・遺物群あるいは化石・化石群に由来する相対的な年代（相対年代）であるが、絶対年代では、このような標識を必要とせず、それだけで年代をあらわすことができる。つまり、数字で出される年代である。

## 絶対年代を求める方法
絶対年代を求める方法にも、相対的年代測定法と絶対的年代測定法がある。

### 相対的年代測定法
主な相対的年代測定法は以下の通りである。
| 測定法の種類   |  | 対象資料の種類                       | 測定年代範囲（a.年） |
| -------------- |  | ------------------------------------ | -------------------- |
| 古地磁気層序   |  | 炉・窯跡・土器・陶器・堆積層         |                      |
| 火山灰層序     |  | 火山灰                               |                      |
| 微化石生層序   |  | 深海底コア                           |                      |
| 脊椎動物生層序 |  | 脊椎動物化石                         |                      |
| 花粉分析       |  | 湖底・海底堆積物                     |                      |
| 型式学的研究法 |  | 土器・石器・金属器・木器・骨角器など |                      |
| 年輪年代測定   |  | 木材                                 | 0–104                |
| 氷縞粘土       |  | 氷縞粘土                             | 103–104              |
| 化学分析       |  | 化石・鉱物・ガラス                   |                      |

これらは、ある標識化された年代資料との対比によって絶対年代を求める方法である。暦年代の明らかな資料との交差年代決定法による年代推定や、樹木の年輪を利用した年輪年代測定などがあり、とくに年輪年代測定は、1年刻みで、しかも標準偏差をともなわない点で最も信頼度の高い絶対年代を提示することができる方法である。
なお、型式学的研究法は一般的には相対年代を求めるための研究法である。しかし、個々の型式に絶対年代をあたえることができれば、年代測定用の基準を充分に果たしうる。

### 絶対的年代測定法
主な絶対的年代測定法は以下の通りである。
| 測定法の種類           |  | 対象資料の種類                                                         | 測定年代範囲（a.年） |
| ---------------------- |  | ---------------------------------------------------------------------- | -------------------- |
| カリウム - アルゴン法  |  | 溶岩・火砕流堆積物                                                     | 104–5×109            |
| フィッショントラック法 |  | 凝灰岩・溶岩・火砕流堆積物・ガラス                                     | 103–3×109            |
| 放射性炭素年代測定     |  | 生物遺体                                                               | 0–6×104              |
| ウラン系列法           |  | 溶岩・火砕流堆積物・凝灰岩・化石骨・サンゴ・石灰質堆積物・深海底堆積物 | 104–3×105            |
| 熱ルミネッセンス法     |  | 凝灰岩・貝化石・土器                                                   | 103–5×105            |
| 電子スピン共鳴法       |  | 鍾乳石・凝灰岩・断層・氷河                                             | 103–3×106            |
| ラセミ化法             |  | 化石骨・微化石・貝                                                     | 103–5×106            |
| 黒曜石水和層法         |  | 黒曜石                                                                 | 103–3×104            |

地球上には、時間の経過とともに一定の変化をする物質がある。このような物質の特性を利用して、変化の速度の定数を用いて絶対年代を測定するのが、絶対的年代測定法である。一般に理化学的年代測定と称されるものの多くは、この方法に含まれている。

## 相対年代から絶対年代へ
考古学において、相対年代は考古学的な調査や研究の基礎になるものではあるが、あくまでも相互の新旧関係を決めるだけにとどまるので、文字資料のある時代（歴史時代）においては、それを絶対年代、さらには暦年代（実年代）に近づける努力が必要である。火山灰のなかには、北日本一帯に降下した十和田a火山灰（To-aテフラ）のように、『扶桑略記』に「延喜15年」（915年）の記事として「出羽国言上雨灰降高二寸…」という記載があり、暦年代がはっきりわかっているものもある。このようなデータを集積し、それまで明らかになっていた相対年代とも比較照合することによって、さらに詳細な年代の解明へとつなげることができる。
地質学における相対年代は、主に層序や化石の変遷によって定められるのに対し、数値年代は、原子核崩壊による核種変化や放射線による損傷を利用して、岩石や化石の年代（形成以降の経過年数）を測定する放射年代測定によって求められるが、測定に用いた試料や測定方法により、得た値の吟味が必要である。そのため、現在では「絶対年代」の用語は用いられず、放射年代ないし数値年代の語が用いられる。

## 絶対年代の扱い方
前掲した相対的年代測定法のうち年輪年代測定以外の多くは、絶対的年代測定法の成果に拠っている。そのいっぽうで、絶対的年代測定法は、それぞれ測定可能な年代範囲や材質に大きな限定が付帯し、その計算過程にはいくつかの前提を必要とするものが少なくない。また、絶対的年代測定法の主要をしめる理化学的年代測定には必ず誤差がつきまとう。したがって、たとえば法隆寺の再建・非再建問題（法隆寺再建非再建論争）のような比較的短い年代差を問題にするような場合には適用することができない。測定された絶対年代を利用する際には、その方法の測定可能年代の範囲や計算上の前提、精確さや限界など、測定方法それ自体に関する知識が必要であり、そのうえで、複数の年代測定法を併用して、相互検証するなどして信頼性を増す工夫も必要である。AMS法は、放射性炭素年代測定の誤差を補正する方法として期待されている。もとより、年代測定に用いられた資料が、それを包含していた地層や遺構、あるいは出土状況、さらに周辺の資料の様態などとの関連が、それぞれどのようなものであったかを見きわめることが、それらに先だって重要なことである。